# عشق چیست؟
عشق چیست؟ (انگلیسی: What Love Is) یک فیلم سینمایی آمریکایی در ژانر کمدی رمانتیک محصول سال ۲۰۰۷ که توسط مارس کالاهان نوشته و کارگردانی شده و بازیگران اصلی این فیلم کوبا گودینگ جونیور ، متیو لیلارد ، شان آستین ، آن هیش و جینا گرشان هستند.

## فرضیه
کوبا گودینگ جونیور نقش مردی بازی می‌کند که ماهیت روز ولنتاین را می‌خواهد به دوست دختر خود نشان دهد و سرانجام آنها ماهیت واقعی عشق را پیدا می‌کند. 

## انتشار فیلم
این فیلم در قالب دی وی دی در تاریخ ۱ آوریل ۲۰۰۸ منتشر شد. 